# Platyninae
Platyninae (лат.) — подсемейство жуков из семейства жужелиц, в фауне России включающее около 70 видов. Иногда рассматривается в ранге трибы Platynini или надтрибы Platynitae в составе подсемейства Harpalinae (Pterostichinae).

## Описание
Мелкие или средние (5—20 мм), удлиненно-овальные или более вытянутые, блестящие, черные или коричневые жуки с относительно длинными ногами. Некоторые виды имеют сильный металлический блеск. Надкрылья имеют выраженные продольные борозды, но без заметных щетинконосных пунктур.

## Палеонтология
Ископаемые представители группы, относящиеся к роду Limodromus, были найдены в балтийском янтаре.

## Классификация
Более 100 родов. В России 10 родов и свыше 70 видов. Выделяют три трибы: Omphreini Ganglbauer, 1891; Platynini Bonelli, 1810; Sphodrini Laporte, 1834.
Иногда рассматривается в ранге трибы Platynini или надтрибы Platynitae в составе подсемейства Harpalinae (Pterostichinae)
- Omphreini (Omphreus)
- Platynini (более 170 родов в 3 подтрибах)[5]
  - Enoicina (Abacetodes — Enoicus)
  - Homethina (Omphreus)
  - Platynina, = Agonidae (Achaetocephala — Aepsera — Agelaea — Agonidium — Agonobembix — Agonops — Agonoriascus — Agonorites — Agonum — Altagonum — Anchomenus — Andrewesius — Aparupa — Archagonum — Archicolpodes — Arhytinus — Atranus — Austroglyptolenus — Beckeria — Blackburnia — Bothrocolpodes — Bruskespar — Bruskmoal — Bryanites — Callidagonum — Cardiomera — Catacolpodes — Cerabilia — Chaetagonum — Chaetosaurus — Collagonum — Colpodes — Colpoides — Colpomimus — Colposphodrus — Ctenognathus — Cymenopterus — Cyphocoleus — Cyrtopilus — Dalatagonum — Deliaesianum — Deltocolpodes — Dendragonum — Diacanthostylus — Dicranoncus — Dinocolpodes — Dirotus — Dolichocolpodes — Dolichodes — Dyscolus — Elliptoleus — Epicolpodes — Euleptus — Euplynes — Feroniascus — Fortagonum — Galiciotyphlotes — Gastragonum — Glyptolenoides — Glyptolenus — Habragonum — Hannaphota — Haplocolpodes — Haplopeza — Helluocolpodes — Hemiplatynus — Henvelik — Herculagonum — Hikosanoagonum — Idiagonum — Idiastes — Idiocolpodes — Incagonum — Iridagonum — Ischnagonum — Jocqueius — Jujiroa — Kalchdigor — Kar — Kaszabellus — Klapperichella — Kuceraianum — Laevagonum — Lassalleianum — Lepcha — Leptagonum — Leptocolpodes — Letouzeya — Liagonum — Liamegalonychus — Liocolpodes — Lithagonum — Lobocolpodes — Lorostema — Loxocrepis — Lucicolpodes — Maculagonum — Megalonychus — Meleagros — Mesocolpodes — Metacolpodes — Mexisphodrus — Montagonum — Morimotoidius — Nebriagonum — Negreum — Neobatenus — Neocolpodes — Neodendragonum — Neomegalonychus — Nesiocolpodes — Nipponagonum — Notagonum — Notocolpodes — Notoplatynus — Olisthopus — Onotokiba — Onycholabis — Onypterygia — Orophicus — Orthotrichus — Oxygonium — Oxypselaphus — Pachybatenus — Pachyferonia — Paracolpodes — Paraliagonum — Paramegalonychus — Paranchodemus — Paranchus — Paridiagonum — Pawgammm — Platyagonum — Platynus — Plaumannium — Plicagonum — Ponapagonum — Potamagonum — Promecoptera — Promegalonychus — Prophenorites — Prosphodrus — Protocolpodes — Pseudanchomenus — Pseudobatenus — Pseudomegalonychus — Rhadine — Rupa — Sericoda — Sinocolpodes — Skoeda — Skorlagad — Skouedhirraad — Sophroferonia — Speagonum — Speocolpodes — Speokokosia — Stenocheila — Stenocnemus — Straneoa — Syletor — Takasagoagonum — Tanystoma — Tarsagonum — Tetraleucus — Tostkar — Trogloagonum — Violagonum — Vitagonum — Vulcanophilus — Xestagonum — Yukihikous)[6]
- Sphodrini (Acalathus — Amaroschema — Amphimasoreus — Anchomenidius — Atranopsis — Broter — Calathidius — Calathus — Casaleius — Cephalosdrophus — Dolichus — Doliodactyla — Eosphodrus — Eremosphodrus — Gomerina — Himalosphodrus — Hystricosphodrus — Ifridytes — Laemostenus — Licinopsis — Lindrothius — Miquihuana — Morphodaclyla — Nipponosynuchus — Parabroscus — Paraeutrichopus — Platyderus — Pristosia — Pseudomyas — Pseudoplatyderus — Pseudotaphoxenus — Reflexisphodrus — Sphodropsis — Sphodrus — Stenolepta — Synuchidius — Synuchus — Taphoxenus — Thermoscelis — Trephionus — Xestopus)[7][8]

## Список родов Европы
- Agelaea Gené, 1839
- Agonum Bonelli, 1810
- Amaroschema Jeannel, 1943
- Anchomenus Bonelli, 1810
- Anchomenidius Heyden, 1880
- Atranus LeConte, 1848
- Calathus Bonelli, 1810
- Cardiomera Bassi, 1834
- Calathidius Putzeys, 1873
- Dolichus Bonelli, 1810
- Galaicodytes Ortuño & Salgado, 2000
- Gomerina Bolivar y Pieltain, 1940
- Laemostenus Bonelli, 1810
- Licinopsis Bedel, 1899
- Limodromus Motschulsky, 1864
- Notoplatynus Moore, 1985
- Olisthopus Dejean, 1828
- Omphreus Dejean, 1828
- Oxypselaphus Chaudoir, 1843
- Paraeutrichopus Mateu, 1954
- Paranchus Lindroth, 1974
- Platyderus Stephens, 1827
- Platynus Bonelli, 1810
- Pseudanchomenus Tarnier, 1860
- Pseudomyas Uyttenboogaart, 1929
- Pseudoplatyderus Bolivar y Pieltain, 1940
- Pseudotaphoxenus Schaufuss, 1864
- Sericoda Kirby, 1837
- Sphodropsis Seidlitz, 1887
- Sphodrus Clairville, 1806
- Synuchidius Apfelbeck, 1908
- Synuchus Gyllenhal, 1810
- Taphoxenus Motschulsky, 1864